# Grewia rhomboides
Grewia rhomboides là một loài thực vật có hoa trong họ Cẩm quỳ. Loài này được Bojer mô tả khoa học đầu tiên năm 1846.